# Castor (Royaume-Uni)
Pour les articles homonymes, voir Castor.
Castor est un village et une paroisse civile du Cambridgeshire, en Angleterre. Administrativement, il dépend de l'autorité unitaire de Peterborough.
Il est situé à environ 6 km à l'ouest du centre de Peterborough.

## Étymologie
Le nom du village dérive du vieil anglais cæster, qui fait référence à l'existence d'un castrum romain dans la région. Il est attesté sous la forme Cæstre en 948, puis Castre dans le Domesday Book, en 1086.

## Histoire

### Moyen-Âge
Au VIIe siècle, la princesse mercienne Cyneburh (ou Kyneburgha), fille de Penda, fonde une abbaye mixte à Castor et en devient la première abbesse. À sa mort, vers 680, sa sœur Cyneswith (ou Kineswisde) prend les rênes du monastère. Les deux sœurs sont inhumées à Castor et révérées comme des saintes. Leurs reliques sont déplacées à Peterborough en 963, puis à Thorney.

### Époque contemporaine
L'église paroissiale, de type normand, est dédiée à Kyneburgha. C'est un monument classé de grade I depuis 1955.
En 2011, il comptait 834 habitants.

## Dans la culture populaire

### Personnalités liées
L'écrivain J.D. Beresford est né à Castor le 17 mars 1873.